# Secondo lord del tesoro
Il secondo lord del tesoro (Second Lord of the Treasury) è un membro della Commissione esercitante l'antico ufficio di Lord Gran Tesoriere "Lord High Treasurer" nel Regno Unito. Dal 1827, il Cancelliere dello Scacchiere ("Chancellor of the Exchequer") mantiene sempre contemporaneamente l'ufficio di Secondo Lord del Tesoro quando non è stato anche il Primo Ministro. La residenza ufficiale del Secondo Lord del Tesoro è al numero 11 di Downing Street.